# Tanew (czasopismo)
Tanew – czasopismo ukazujące się w Biłgoraju. 

## Profil czasopisma
Tanew jest czasopismem niekomercyjnym. Gazeta publikuje wywiady, artykuły popularnonaukowe, teksty historyczne i publicystyczne, felietony, wspomnienia. Porusza tematy związane z szeroko pojętą kulturą, m.in. poezją i prozą, muzyką, teatrem, filmem. Jednocześnie koncentruje się na aktualnościach z Biłgoraja i Biłgorajszczyzny i sprawach bieżących dotyczących społeczności miejskiej i samorządu miejskiego.
Nazwa gazety nawiązuje do Tanwi – największej rzeki na Biłgorajszczyźnie.

## Historia
Gazeta Tanew działa od listopada 1989. Pierwotnie była organem prasowym biłgorajskiego oddziału NSZZ Solidarność. Autorzy, wywodzący się z kręgów opozycji antykomunistycznej, publikowali w niej m.in. felietony, wspomnienia, pisma polemiczne.
W 1995 wydawcą Tanwi stało się Biłgorajskie Centrum Kultury – instytucja samorządu miasta Biłgoraj. W 2009 Tanew zmieniła profil z gazety samorządowej na gazetę koncentrującą się wokół tematyki kulturalno-społecznej.
Pierwotnie wydawana jako miesięcznik, następnie jako dwutygodnik, od 2009 jest kwartalnikiem.

## Autorzy, współpracownicy
Stałymi współpracownikami i autorami publikującymi w Tanwi są (lub byli) m.in. Ernest Bryll, Tomasz Dostatni, Adam Sikorski, Stefan Szmidt, Piotr Wojciechowski i Henryk Wujec.